# John Avery Lomax
|  | No s'ha de confondre amb John Avery. |

John Lomax o John Avery Lomax fou un professor i etnomusicòleg estatunidenc (23 de setembre de 1867 - 26 de gener de 1948). Fou el pare del també etnomusicòleg Alan Lomax.
John Lomax va néixer el 1867 a un petit poble de Missisipií, al sud dels Estats Units d'Amèrica, però des dels dos anys la seva vida es desenvolupà a Texas. Des de petit, treballà a la granja, i rebé influències de les cançons de treball del camp, així com de la poesia que es llegia assíduament a la seva casa. El 1887 començà a estudiar a la Universitat de Texas per a ser professor. Durant les dècades següents, es mou per tot el país a diverses ciutats, ocupant diversos càrrecs educatius, tot i que cap el satisfà completament. És en l'àmbit universitari on comença a desenvolupar professionalment la seva faceta de recol·lector de cançons, especialment del sud del país, seguint una llarga tradició que al món anglosaxó es remunta fins al segle xviii. El 1910 publicà el seu llibre Cowboy Songs and Other Frontier Ballads, amb pròleg del president Theodore Roosevelt.